# Carludovica

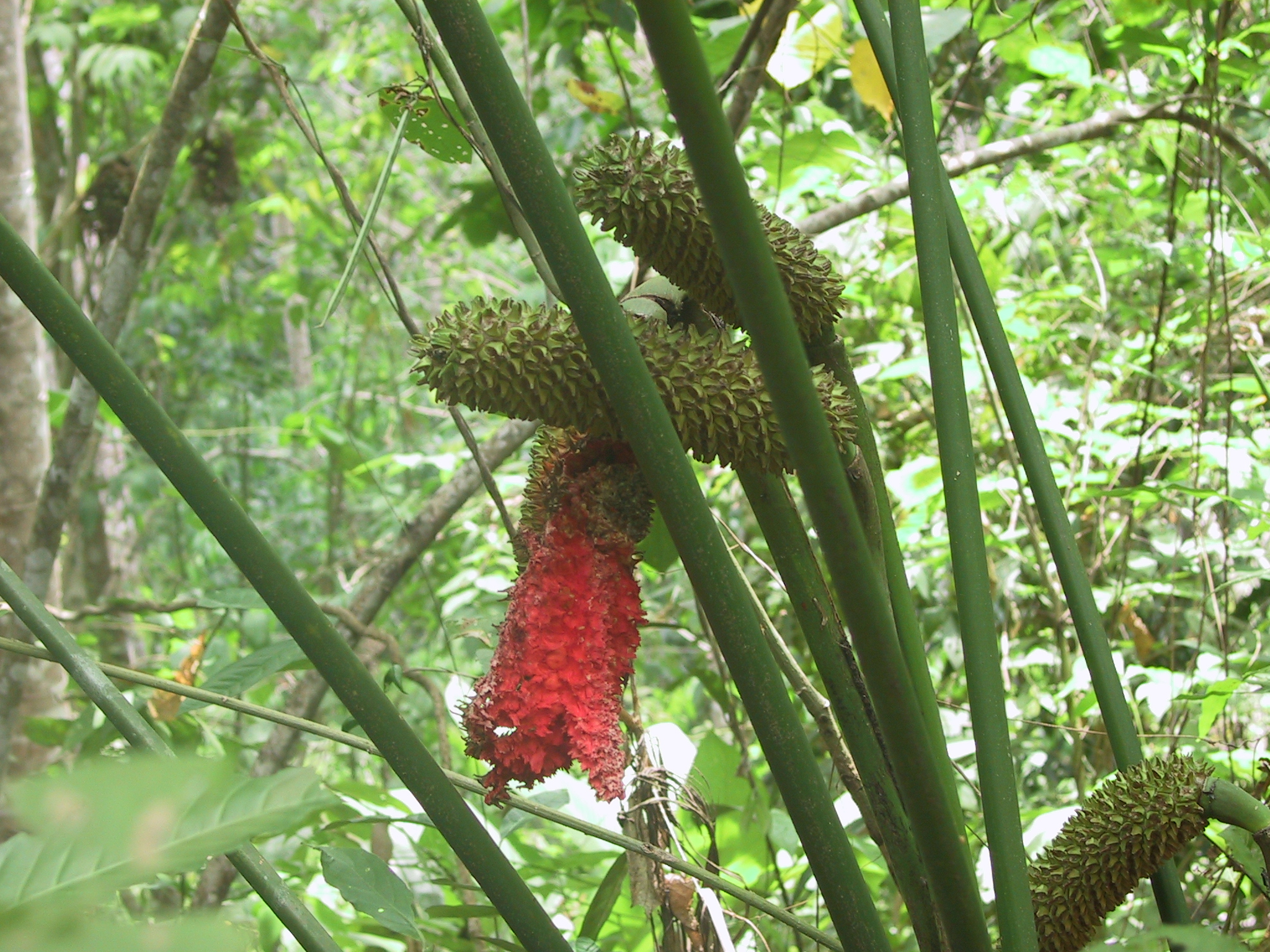
É dela que se extrai as fibras para a confecção dos famosos chapéus-panamá.

Carludovica é um género botânico pertencente à família Cyclanthaceae.